# باربرا ثورنتون
باربرا ثورنتون (بالإنجليزية: Barbara Thornton)‏ هي مغنية أمريكية، ولدت في 6 يناير 1950، وتوفيت في 8 نوفمبر 1998.

## وصلات خارجية
- باربرا ثورنتون على موقع ميوزك برينز (الإنجليزية)
- باربرا ثورنتون على موقع ديسكوغز (الإنجليزية)